# Hedvig av Kalisz
Hedvig av Kalisz, född 1266, död 1339, var en polsk drottning, gift med kung Vladislav I Lokietek.

## Biografi
Hedvig var dotter till hertig Bolesław av Storpolen och Jolanda av Ungern. Hon gifte sig 1293 med Vladislav I Lokietek, då furste av Kujavien. Paret fick sex barn.
Hedvig var makens medarbetare i hans strävan för ett återförenat Polen under en monark, och förhandlade med flera stormän för att säkra stöd. Hon överförde 1296 sina arvsrättigheter till Storpolen på sin make. Under denna kamp fick hon åren 1300–1305 gömma sig med sina barn för att undvika att tillfångatas av makens rival Wencel II av Böhmen under dennes regeringstid i Polen. Efter 1305 började maken vinna alltmer kontroll över Polen.
Under makens frånvaro fick hon flera gånger ansvar för hans domäner. 1311–1312 fungerade hon som hans ställföreträdande befälhavare över borgen i Kraków när ett uppror ägde rum under makens frånvaro i Ungern, som syftade till att överlämna borgen till kungen av Böhmen. Hedvig tog då befälet och lyckades undvika hotet.
1318 hade Vladislav säkrat sin kontroll över Polen tillräckligt för att planera kröningen av sin själv till kung över ett enat Polen. 30 januari 1320 kröntes Vladislav I Lokietek och Hedvig av Kalisz till kung och drottning över ett återförenat Polen i katedralen i huvudstaden Krakow. En ny krona skapades för Hedvig inför kröningen, och denna krona användes sedan av Polens drottningar, och hon kallades "totius Poloniae regina" (drottning av hela Polen).
Vladislav I Lokietek avled 2 mars 1333 och efterträddes av hennes son Kasimir III. Efter makens död fick hon Stary Sacz som änkeförläning, tillsammans med fulla guvernörsbefogenheter. Hedvig försökte behålla sin ställning och motsatte sig sin svärdotters kröning till drottning med motiveringen att det bara kunde finnas en drottning i riket. Hon tvingades till slut ge upp detta krav genom sin sons uthållighet. Efter att slutligen ha gett tillstånd för sin svärdotters kröning, lämnade Hedvig hovet i Krakow och bosatte sig i klostret i Stary Sącz. Trots trycket från omgivningen, särskilt från hennes son, som ville ta över hennes änkeförläning, vägrade Hedvig att bli nunna, utan bodde i klostret som sekulär gäst med sitt eget hov och utövade fulla rättigheter som feodalherre över sin förläning från klostret.